# Epicauta adspersa
Epicauta adspersa es una especie de coleóptero de la familia Meloidae.

## Distribución geográfica
Habita en Argentina, Brasil, Perú y Uruguay.